# NISSANミッドナイトステーション やんぐひぽぽたます
NISSANミッドナイトステーション やんぐひぽぽたます（にっさん - ）は、1986年4月から同年9月までTBSラジオで放送されていたラジオ番組。通称「やんひぽ」。日産自動車一社提供の「NISSANミッドナイトステーション」枠内の放送。

## 概要
放送時間は毎週月曜日から金曜日の23:30から24:00まで。
キッチュ（現：松尾貴史）を中心とした出演者たちによる、コントショー形式の番組だった。キッチュが様々な声色を使い分け、映画パロディ、CMパロディなどのコントを繰り広げていた。
録音現場では、ディレクター、マネージャー、取材に来ていた人たちなどまで拍手をしたり歓声を上げたりと番組に参加していた。
番組の終盤には「君のまわりの変な奴、チクるあなたも変な奴」などのハガキコーナーがあった。
コントは二人の放送作家が書いていたが、そのうちの一人、黒瀬守泰はキッチュが担当していたニッポン放送「ロッテヤンスタNo1」の構成作家。後にFM東京系列でオンエアされた「キッチュのバーチャル・プレイ・ゾーン」の構成も担当していた。

### オープニングナレーション
「ひぽぽたます
　それは万物流転の宇宙に遣わされた走れメロス
　森羅万象、諸行無常の愛の曼荼羅
　奇跡の救世主、愛のメッセンジャー
　ひぽぽたますは今、あなたを、ひぽぽたます」

## 出演者
- キッチュ（現：松尾貴史）
- 岡本りん子 - お色気声の担当が多かった。
- 河合美佐 - 子供の役、小生意気な女性の役、そして「へっへ〜んだ」の台詞など。
- 丸山京子 - ナレーター。

## 主なコント
（出典：）
- ミステリー・ゾーン
- ベストヒットUSO 
  - 『ベストヒットUSA』のパロディ。ソ連バージョンの「ベストヒットUSSR」をやっていたこともあった。サブタイトルは、ブリヂストンならぬ「NISSANサウンドハイウェイ」。
- ひぽたま愛の劇場 - テーマ曲はあがた森魚の「赤色エレジー」。
- 『まんが日本昔ばなし』のパロディ
- 田舎の拳 - 『北斗の拳』のパロディ。
- 五光お茶の間ショッピング - 『二光 〜』のパロディ。「そぅ〜〜ですねぇ!」などの大げさな言い回しが特徴。
- ひぽたま回り舞台 - 寄席風コント。
- 『全国こども電話相談室』のパロディ - キッチュが無着成恭風のキャラクター、“無茶苦茶成恭”を演じた。
- 女王様コントのオチに転じるコント。キッチュが「いぃ〜わぁ〜〜!」と悶える、など。
- 『七色仮面』のパロディ[3]
- 『マグマ大使』のパロディ（優柔不断なマグマ大使、など）[4]
- キッチュの物真似による『小森のおばちゃまの映画講座』[3]
- 『巨人は負けたんだぞー』
  - 巨人が試合に負けたことを絶対信じようとしない少年を、板東英二、野村克也ら（いずれもキッチュが物真似を演じる）が説得するというコント[5]。
- Phrase of the day（FEN（現・AFN）で放送されていた日本語講座）のパロディ[6]
他